# Василики Тану-Христофилу
Василики Тану-Христофила( на гръцки: Βασιλική Θάνου-Χριστοφίλου ; род. 1950 г. , Халкида , Евбея ) е гръцки юрист, председател на Върховния съд на Гърция от 1 юли 2015 г. От 27 август до 21 септември 2015 г. тя оглавява преходното правителство на Гърция.

## Биография
Родена в град Халкис през 1950 г., тя завършва Юридическия факултет на Атинския университет , обучава се в Париж със специализация по европейско право. От 1975 г. работи в съдебната система, през 1992 г. е назначена за председател на Първоинстанционния съд , през 1996 г. преминава в Апелативния съд , през 2005 г. става председател на Апелативния съд, през 2008 г. става гл. член на Върховния съд на Гърция, през 2014 г. става негов заместник-председател, от 1 юли 2015 г. - председател. От 2009 г. преподава гражданско правов Националното училище за съдии. Като най-старият заместник-председател на трите висши съдилища на Гърция (Държавен съвет, Върховен съд, Арбитражен съд), Тану-Кристофилу зае и председателството на Избирателния съд, който е компетентен да разглежда жалби за нарушения на закона в организиране на избори и референдуми. Женена, има три деца [2] .
На 27 август 2015 г., след оставката на министър-председателя Алексис Ципрас, гръцкият президент Прокопис Павлопулос въз основа на конституцията възложи на Тану-Христофилу като председател на Върховния съд на Гърция да оглави преходното правителство до провеждането на предсрочни парламентарни избори през септември 2015 г. , в резултат на които Василики Тану-Христофилу стана първата жена начело на гръцкото правителство [3] . Решението на президента стана неизбежно, след като опозиционният лидер Вангелис Меймаракис , както и лидерът на крайнолявото Народно единство, отцепило се от управляващата партия СИРИЗА , Панайотис Лафазанис не успя да състави кабинет [4] .

## Начело на правителство
На 28 август 2015 г. преходното правителство положи клетва. Известният икономист и участник в преговорите с Европейския съюз за уреждане на дълговата криза Йоргос Холиаракис [en] получи ресора на министър на финансите , опитен дипломат Петрос Моливиатис [en] , който два пъти е бил министър на Външни работи в миналото , отново оглавява външно министерство, популярният певец Алкистис Протопсалти става министър на туризма [5] .
Седмица след встъпването си в длъжност тя трябваше да вземе решение по труден въпрос. Съединените щати поискаха да се затвори въздушното пространство за руски самолети , предоставящи хуманитарна помощ на Сирия , където имаше гражданска война . Правителството отрече това на американските партньори [6] .
На 21 септември 2015 г. Тану-Христофилу отново предава ръководството на Ципрас, който печели предсрочните парламентарни избори [7] .